# Pholis crassispina
Pholis crassispina är en fiskart som först beskrevs av Temminck och Schlegel, 1845.  Pholis crassispina ingår i släktet Pholis och familjen tejstefiskar. Inga underarter finns listade i Catalogue of Life.